# 罗市镇 (邵阳市)
罗市镇，是中华人民共和国湖南省邵陽市大祥区下辖的一个乡镇级行政单位。

## 行政区划
罗市镇下辖以下地区：
罗市社区、和平村、菜塘村、砀山村、新华村、苏家村、陈家村、狮子村、凤凰村、面铺村、信家村、希移村、白竹村、龙亭村、划船村、禾家村和盘比村。